# 上树蜈蚣
上树蜈蚣（学名：Rhaphidophora lancifolia）是天南星科崖角藤属的植物。分布于孟加拉、印度东北部以及中国大陆的广西西部、云南西部至东南部等地，生长于海拔480米至2,500米的地区，多生长于季雨林以及常绿阔叶林的树干上，目前尚未由人工引种栽培。

## 别名
过山龙（云南河口） 小青龙（云南风庆）